# Fédération israélienne de plongée
La Fédération israélienne de plongée (hébreu : ההתאחדות הישראלית לצלילה, retranscrit : Hitahdut Haisraelit Letslila, anglais : The Israeli Diving Federation) est une association assurant la formation des plongeurs sous-marins de loisir en Israël.

## Histoire
La Fédération israélienne de plongée a été créée en 1966 par d'anciens instructeurs de plongée de la marine militaire ainsi que des membres d'une association de recherches archéologiques sous-marines.
En 1970, la fédération commence à délivrer des titres de moniteurs de plongée. Cette époque est caractérisée par une approche assez informelle et libre de l'enseignement de la plongée, qui conduisit à de nombreux accidents, notamment dans la péninsule du Sinaï (sous contrôle israélien à cette époque).
En 1979, la Knesset vota la loi sur la plongée récréative (Recreational Diving Law) (hébreu : חוקהצלילה הספורטיבית), qui réglementa la formation, les certifications, ainsi que la pratique de la plongée en Israël. La fédération fut désignée comme délégataire et responsable de l'application de la loi jusqu'en 1997.

## Déclaration d'intention[2]
Pour développer, encourager, encadrer et organiser les activités sous-marines dans différents milieux, en incluant la recherche, l'enseignement, la photographie. 
Pour coordonner les activités des autres associations de plonger et représenter Israël dans le pays ainsi qu'auprès des autres organismes de plongée internationaux.

## Qualifications de plongeur
La Fédération israélienne de plongée propose différents cours et certifications :
- Diveclub Diver (plongeur club)

C'est le premier niveau de plongeur que l'on peut obtenir dès l'âge de 12 ans. Le Diveclub diver peut plonger jusqu'à 12 m (36 pieds) de profondeur en étant encadré par un guide de palanqué.
- One-star Diver (plongeur une étoile)

La certification de plongeur une étoile correspond à l'Open water diver de PADI ou Scuba schools international (SSI). Ce niveau permet de plonger jusqu'à une profondeur de 20 m (60 pieds) accompagné d'un autre plongeur certifié deux étoiles ou plus.
- Two-stars diver

Ce niveau est sensiblement identique à l'Advanced Open Water Diver de SSI/PADI. Un plongeur deux étoiles peut plonger jusqu'à 30 m (100 pieds).
- Three-stars diver

Ce niveau est l'équivalent du Master Diver.
- Assistant Instructor

Ce niveau est l'équivalent de l' Assistant Instructor Diver de SSI/PADI.
- Instructor

Équivalent aux autres écoles de plongée.
- Advanced Instructor

Formateur de moniteurs
- Nitrox

Similaire au niveau de l'association ANDI.